# 1964 (numero)
Millenovecentosessantaquattro (1964) è il numero naturale dopo il 1963 e prima del 1965.

## Proprietà matematiche
- È un numero pari.
- È un numero composto da 6 divisori: 1, 2, 4, 491, 982, 1964. Poiché la somma dei suoi divisori (escluso il numero stesso) è 1480 < 1964, è un numero difettivo.
- È esprimibile come somma di una serie di quadrati consecutivi: 1964 = 122 + 132 + 142 + 152 + 162 + 172 + 182 + 192.
- È un numero odioso.
- È parte delle terne pitagoriche (1473, 1964, 2455), (1964, 241077, 241085), (1964, 482160, 482164), (1964, 964323, 864325).

## Astronomia
- 1964 Luyten è un asteroide della fascia principale del sistema solare.

## Astronautica
- Cosmos 1964 è un satellite artificiale russo.